# Phillip Goodhand-Tait (álbum)
Phillip Goodhand-Tait es el cuarto álbum de estudio del músico estadounidense del mismo nombre. Fue publicado en noviembre de 1973 a través de 20th Century Records.

## Relanzamientos
El 23 de febrero de 2012, Phillip Goodhand-Tait fue remasterizado y relanzado por primera vez en CD en Japón por Air Mail Archive como el volumen No.80 de la serie de lanzamientos British Legend Collection, y contenía una canción adicional. El álbum fue reeditado en CD el 26 de noviembre de 2021 como parte de Gone Are the Songs of Yesterday, una colección de 4 CDs que también incluía sus tres primeros álbumes.

## Recepción de la crítica
Un escritor no especificado de la revista Cash Box declaró: “El último LP de Phillip en 20th Century es como un soplido de aire fresco cargado de material potente, bien elaborado y tocado como si fuera, de hecho, una extensión del propio artista. El LP se destaca por el sencillo volcánico, «Sugar Train›, que comienza de manera melancólica, pero va creciendo hasta llegar a un crescendo de efusión extática antes de terminar tranquilamente con la paz de una tarde de otoño. «Warm Summer Rain» es una hermosa pieza de música ambiental, que recuerda mucho a la voz y los arreglos de Randy Newman, pero con una excepcional buena mano de Tait”.

## Lista de canciones
Todas las canciones escritas y compuestas por Phillip Goodhand-Tait, excepto donde esta anotado. 
| Lado uno |                                                     |          |  |
| N.º      | Título                                              | Duración |  |
| 1.       | «Five Flight Walk Up»                               | 3:50     |  |
| 2.       | «I Think I Can Believe»                             | 2:15     |  |
| 3.       | «One More Rodeo»                                    | 2:40     |  |
| 4.       | «Teenage Canteen»                                   | 2:49     |  |
| 5.       | «Forever Kind of Love» (Goodhand-Tait, John Cokell) | 4:40     |  |

| Lado dos |                            |          |  |
| N.º      | Título                     | Duración |  |
| 1.       | «You Are»                  | 3:16     |  |
| 2.       | «Emile»                    | 2:30     |  |
| 3.       | «Reach Out for Each Other» | 3:16     |  |
| 4.       | «Sugar Train»              | 3:05     |  |
| 5.       | «Warm Summer Rain»         | 3:43     |  |

## Créditos y personal
Créditos adaptados desde las notas de álbum de Phillip Goodhand-Tait.
Músicos
- Phillip Goodhand-Tait – voces, piano, armonio
- Del Newman – arreglos (2, 5, 10), conductor (5, 10)
- Richard Heuson – arreglos de cuerdas y coro, conductor (6)
- Robert Kirby – arreglos de cuerdas y coro, conductor (8)
- Richard Heuson – arreglos de cuerdas y coro, conductor (9)

Personal técnico
- Robin Geoffrey Cable – productor
- Mike Stone – ingeniero de audio
- Rick Irvine – diseño de portada
- Mike Putland – fotografía
- John Cokell – coordinador del álbum